# Aleksandr Koltjinskij
Aleksandr Koltjinskij, född den 20 februari 1955 i Kiev, Ukrainska SSR, Sovjetunionen, död 16 juli 2002 i Kiev, Ukraina, var en sovjetisk brottare som tog OS-guld i supertungviktsbrottning i den grekisk-romerska klassen 1976 i Montréal och därefter OS-guld igen i samma viktklass 1980 i Moskva. 